# Rue de Rennes
La rue de Rennes è una via del VI arrondissement.
Attraversa i quartieri dell'Odeon, di Notre-Dame des Champs (dal nº 57 al nº 171 dal lato dispari e dal nº 66 al nº 152 dal lato pari) e di Saint-Germain-des-Prés (dal nº 41 al nº 53 dal lato dispari, dal nº 48 al nº 64 dal lato pari).
Inizia dalla place du Québec, sul Boulevard Saint-Germain di fronte alla chiesa di Saint-Germain-des-Prés, e termina nella place du 18 juin 1940. Misura in totale 1195 metri di lunghezza e 22 di larghezza.

## Storia
La rue de Rennes è una realizzazione del Secondo Impero Francese, e il suo completamento, sia pure parziale, rientra nell'ambito del progetto di riordino urbanistico di Parigi voluto da Napoleone III e affidato al Barone Haussmann prefetto della Senna. Secondo i piani originari avrebbe dovuto raggiungere la Senna: è per questo motivo che la numerazione civica inizia col numero 41, essendo stati riservati i numeri inferiori al tratto di strada che doveva essere realizzato a nord del boulevard Saint-Germain.
La sua apertura è stata stabilita dal decreto del 9 marzo 1853 per il tratto da rue Notre-Dame-des-Champs e rue de Vaugirard fino all'attuale place du 18 juin 1940, e dal decreto del 28 luglio 1866 per il tratto dal boulevard Saint-Germain fino a rue de Vaugirard e rue du Regard. La planimetria annessa al decreto del 1853 fissava per la via una larghezza non superiore ai 20 metri. Fu realizzata, tuttavia, seguendo degli allineamenti differenti, per una larghezza media di 22 metri, come figura la planimetria annessa al decreto del 25 luglio 1855, e fissando il suo livellamento tra la rue de Vaugirard e la place 18 juin 1940.

## Numerazione
La sua numerazione è stata fissata dall'ordinanza del 28 febbraio 1881, lato dispari, tra il n. 87 e la place du 18 juin 1940.

## Origine del nome
La strada prende il nome dalla città di Rennes.
All'epoca la strada terminava alla stazione dei treni diretti in Bretagna, successivamente denominata stazione di Parigi Montparnasse.

## Aspetto turistico
Sono classificate tra i Monumenti Storici la facciata e la copertura dell'edificio sito al n.140 bis. L'immobile fu costruito nel 1904 in stile Art Nouveau dall'architetto Paul Auscher per l'azienda alimentare Félix Potin.
Nel 1880, lo sbocco della rue de Rennes sul boulevard du Montparnasse ha preso il nome di place de Rennes (oggi place du 18 juin 1940). Nel 1977, il tratto che si congiunge con la place Sain-Germain-des-Prés si è trovato inglobato a quest'ultima.